# Хармид (сын Главкона)
Хармид (др.-греч. Χαρμίδης; около 446—403 годы до н. э.) — знатный афинянин из рода Кодридов, дядя Платона. В первую очередь известен как ученик Сократа, персонаж многих сократических диалогов Платона, один из которых назван его именем, и Ксенофонта. Во время правления «Тридцати тиранов» занимал должность руководителя Пирея, в котором находилась главная морская гавань Афин. Погиб вместе со своим родственником Критием в битве при Мунихии.

## Биография

### Происхождение. Ранние годы
Хармид происходил из знатного афинского рода Кодридов, который возводил свою родословную к мифическому афинскому царю Кодру. Сын Главкона, брат матери знаменитого философа Платона Периктионы. Племянник Хармида Платон описал знатность происхождения дяди словами: «Ведь по отцу твоя семья ведёт свой род от Крития, сына Дропида, и прославлена Анакреонтом, Солоном и многими другими поэтами (так гласит предание) за свою красоту, добродетель и другие так называемые дары богов. И со стороны матери у тебя то же самое: никто на земле не слывёт более красивым и статным мужем, чем дядя твой Пириламп, многократно ездивший послом к Великому царю и другим правителям; да и вся семья ни в чём не уступает никакому другому роду». При анализе фрагмента можно обнаружить некоторые противоречия. К примеру, законодатель и философ Солон, в отличие от Анакреонта, относился к роду Кодридов. Непонятно, идёт ли речь о прославлении рода в поэзии, либо делами. В этом же контексте можно рассматривать и указание на родство Хармида с Солоном. В «Хармиде» Критий перечисляет таланты своего двоюродного брата, или, по менее распространённой версии, племянника: «он и философ, а также, как кажется и другим, и ему самому, обладает большим поэтическим даром». На это Сократ отвечает: «Этот прекрасный дар, милый Критий, […] присущ вам всем издавна благодаря родству вашему с Солоном». Генеалогические линии Дропидов-Критиев и Солона разошлись ещё в VII веке до н. э. Эти и другие несоответствия легко объяснимы если исходить из того, что Платон стремился передать не истинное положение дел, а придать своему роду и происхождению бо́льшую знатность. По мнению современников текст построен таким образом, что никто не смог бы уличить Платона во лжи. В любой момент он мог возразить, что в диалоге представлена не официальная биография, а педагогический приём Сократа, который, чрезмерно завышая происхождение Хармида, мотивировал юношу к самосовершенствованию. Хармид был не только дядей, но и мужем тётки Платона по отцовской линии.
В юном возрасте Хармид осиротел. Его опекуном стал двоюродный брат Критий. В научной среде обсуждался вопрос, почему опекуном Хармида стал двоюродный брат, а не дядя по отцовской — Каллайсхр, или материнской линии — друг Перикла и посол афинян к персам Пириламп. Возможно, Главкон, как и многие другие афиняне, перед отправлением в военный поход указал имя опекуна для своих детей в завещании.
В диалоге Платона «Хармид» он представлен юношей, который ещё находится под опекой Крития. Действие диалога, которое разворачивается непосредственно после возвращения Сократа из военного похода афинян против Потидеи, датируют 430—429 годами до н. э. На этом основании профессор Д. Нейлз предположила, что Хармид родился около 446 года до н. э., так как другие, более поздние или ранние, даты не согласуются с платоновским текстом.

### Общественная жизнь и политическая деятельность
Хармид был представителем аристократии, который находился в оппозиции к демократическому строю Древних Афин. Данная оппозиционность вначале выражалась в игнорировании политической жизни полиса.
В 415 году до н. э. Хармида вместе с Алкивиадом, Аксиохом и Адимантом обвинили в профанации Элевсинских мистерий. Бывшая жена знаменитого теоретика музыки Дамона Агариста донесла на четверых молодых афинян, что они в доме Хармида рядом с храмом Зевса Олимпийского совершали святотатство и глумление над таинствами почитаемых в Афинах мистерий. Все участники сходки были вынуждены бежать из Афин. Их судили заочно и приговорили к смертной казни и конфискации, с последующей продажей, имущества. Впоследствии, не позднее 407 года до н. э., обвинение было снято, но распроданное имущество Хармиду не вернули. В научной литературе существует версия, что речь шла о тёзке Хармида.
В 404 году до н. э., после поражения Афин в Пелопоннесской войне, к власти пришли олигархи во главе с двоюродным братом и бывшим опекуном Хармида Критием. Их правление вошло в историю под названием власти Тридцати тиранов. В новом правительстве Хармид получил должность одного из десяти руководителей Пирея — стратегически важного морского порта Афин. Последовавшая гражданская война между сторонниками тиранов и демократии под руководством Фрасибула завершилась в 403 году до н. э. Во время битвы при Мунихии Критий, а также Хармид погибли.

## Ученик Сократа
Хармид фигурирует в нескольких сократических диалогах Платона, представлен в них с положительной стороны. В одноимённом диалоге Платона Хармид изображён прекрасным юношей, чья красота стала предметом всеобщего восхищения. После разговора с Сократом он изъявляет желание стать учеником знаменитого философа. При этом Хармид не всегда соглашается с учителем. Согласно Диогену Лаэртскому, Хармид предлагал Сократу подарить несколько рабов, но тот отказался. В «Протагоре» Хармид упомянут в компании Каллия, сыновей Перикла Парала и Ксантиппа и других знатных афинян. В псевдоплатоновском диалоге «Аксиох» назван любовником Клиния, сына Аксиоха.
Хармида также упоминает Ксенофонт. В «Воспоминаниях» одна из глав посвящена разговору Сократа с Хармидом. В ней философ убеждает нерешительного, но достойного и способного, юношу заняться политикой:
Вот у меня и явилось намерение и тебе показать, что ты не испытывая застенчивости перед самыми умными и страха перед самыми сильными людьми, стыдишься говорить перед самыми глупыми и слабыми людьми. Неужели ты стесняешься валяльщиков, башмачников, плотников, кузнецов, земледельцев, купцов, рыночных торговцев, думающих только о том, чтоб им купить что-нибудь подешевле и продать подороже? А ведь из всех них и состоит Народное собрание. Чем же отличается, как ты думаешь, твой образ действий от действия человека, который побеждает подготовленных атлетов и боится неучей? Ты легко говоришь с первыми в государстве, из которых иные смотрят на тебя свысока, и далеко превосходишь людей, специально готовящихся выступать перед народом, но, из страха быть осмеянным, не решаешься говорить перед людьми, которые никогда не думали о государственных делах и не смотрели на тебя свысока.
В произведении «Пир», действие которого относится к 422 или 421 годам до н. э., Хармид, который на тот момент потерял своё состояние, говорит, что гордится своей бедностью. На собственном примере он сравнивает жизнь богача и бедняка. Если раньше Хармиду приходилось всего бояться — грабежа, пожара, сикофантов, то сейчас ему ничего не грозит, он может распоряжаться своим временем как сам захочет и вообще чувствует себя намного лучше. Также Хармида радуют отсутствие необходимости платить налоги и возможность жить за счёт полиса. Данный фрагмент из сочинения Ксенофонта привёл к появлению в научной литературе мнения об обнищании Хармида в 420-х годах до н. э. В. С. Ленская считает, что это стало следствием Пелопоннесской войны. А. В. Зберовский связывает бедность Хармида с социально-политическим кризисом в Древних Афинах. Профессор Д. Нейлз указала на несоответствие времени действия в «Пире» Ксенофонта с указанием Андокида на донос Агаристы в 415 году до н. э., послуживший причиной конфискации у Хармида имущества. Ксенофонт написал «Пир» в IV веке до н. э.. Приведённая в нём информация, в том числе и то, что Хармид обеднел в 420-х годах до н. э., может не соответствовать действительности.
В литературе существует несколько, зачастую противоположных, мнений о взаимоотношениях Сократа с правительством Тридцати тиранов, к которому относился и Хармид. Через несколько лет после восстановления в Афинах демократии Сократа на суде обвинят в множестве преступлений. Среди прочего философу припомнили и несколько его одиозных учеников. В «Апологии Сократа» Платон уделил много внимания противоречиям между своим учителем и тиранами. Антиковеды А. Ф. Лосев и А. А. Тахо-Годи считали, что при тиранах Сократ «едва избежал казни, да от кого? От тех, кого считали его учениками, Крития и Хармида». В то же время, что подчёривают другие учёные, при тиранах Сократ входил в число 3000 «чистых» граждан, которым сохранили все права. Олигархи при составлении списка, в первую очередь, исходили из политико-идеологических соображений. Главным критерием полноправности стала лояльность к новому режиму. Возможно Сократа рассматривали в качестве «придворного философа», идеолога олигархии. В сохранившихся источниках нет свидетельств того, что Сократ начал сотрудничать с тиранами. Конечно, это могло вызывать их недовольство. Однако, по факту, при тиранах Сократ не пострадал. Его казнили через четыре года после поражения олигархии уже в демократических Афинах.

## В художественной литературе
Образ прекрасного юноши из диалога Платона был использован Оскаром Уайльдом в поэме «Хармид» 1881 года. Хармид является действующим лицом романа «Последние капли вина» Мэри Рено 1956 года.